# Podochilus sumatranus
Podochilus sumatranus är en orkidéart som beskrevs av Rudolf Schlechter. Podochilus sumatranus ingår i släktet Podochilus och familjen orkidéer. Inga underarter finns listade i Catalogue of Life.